# (25751) Mokshagundam
(25751) Mokshagundam ist ein Asteroid des Asteroiden-Hauptgürtels. Er wurde am 25. Januar 2000 von LINEAR entdeckt.

## Bahnverlauf
Mokshagundam bewegt sich in einem Abstand von 1,950 (Perihel) bis 2,790 (Aphel) astronomischen Einheiten in 3,64 Jahren um die Sonne. Die Bahn ist 3,2° gegen die Ekliptik geneigt, die Bahnexzentrizität beträgt 0,18.

## Name
Benannt ist der Asteroid nach Shilpa Mokshagundam, die 2009 im Intel International Science and Engineering Fair den zweiten Platz erreichte.